# Genowefa Błaszak
Genowefa Nowaczyk-Błaszak, née le 22 août 1957 à Książ Wielkopolski est une athlète polonaise spécialiste du 400 m haies.
Elle a également participé plusieurs fois au relais 4 × 400 m, y obtenant d'ailleurs ses principaux résultats. Elle a ainsi obtenu deux médailles de bronze aux championnats d'Europe.

## Palmarès

### Jeux olympiques d'été
- Jeux olympiques d'été de 1988 à Séoul ( Corée du Sud)
  - éliminée en demi-finale sur 400 m haies

### Championnats d'Europe d'athlétisme
- Championnats d'Europe d'athlétisme de 1978 à Prague ( Tchécoslovaquie)
  - 8e sur 400 m haies
  -  Médaille de bronze au relais 4 × 400 m
- Championnats d'Europe d'athlétisme de 1982 à Athènes ( Grèce)
  - 8e sur 400 m haies
- Championnats d'Europe d'athlétisme de 1986 à Stuttgart ( Allemagne de l'Ouest)
  - 5e sur 400 m haies
  -  Médaille de bronze au relais 4 × 400 m